# Романюк Юрій Іванович
Ю́рій Іва́нович Романю́к (нар. 6 травня 1997, с. Рудка-Козинська, Волинська область, Україна) — український футболіст, правий захисник «Карпат».

## Життєпис

### Ранні роки
Вихованець ДЮСШ луцької «Волині», у якій займався разом з Олександром Чепелюком, Артемом Дудіком та Юрієм Тетеренком у тренера Миколи Кльоца. До «червоно-білих» потрапив, коли мав 13 років: Юрія побачили під час виступів у Рожищі та запропонували спробувати сили у школі «Волині». Спочатку на тренування його возив тато, а коли підріс, їздив маршрутками. Починав грати з нападу, потім виступав на позиції атакувального півоборонця, далі опорника, у старших командах школи його перевели на позицію правого півзахисника, а вже в команді U-19 заграв як правий захисник. Із 2011 по 2014 рік провів у чемпіонаті ДЮФЛ 49 матчів, забивши 1 гол.

### Клубна кар'єра
20 серпня 2014 року дебютував у юнацькій (U-19) команді «хрестоносців» у поєдинку зі стрийською «Скалою». За молодіжну (U-21) команду дебютував 28 лютого 2015 року в матчі проти дніпропетровського «Дніпра». Взимку 2016 року їздив у складі «Волині» до Індії для участі у міжнародному турнірі Sait Nagjee Amarsee International Tournament.
20 березня 2016 року дебютував у Прем'єр-лізі у виїзній грі проти донецького «Олімпіка», замінивши на 91-й хвилині Редвана Мемешева. 18-річний захисник став одним з двох футболістів 1997 року народження та молодше, хто брав участь у матчах того туру чемпіонату. На двох з одноклубником Сергієм Петровим вони провели всього дев'ять хвилин на полі.
5 лютого 2018 року підписав контракт з одеським «Чорноморцем». 11 грудня того ж року ЗМІ повідомили, що гравець залишив одеську команду.
29 грудня 2018 року став гравцем «Дніпра-1» і допоміг команді за підсумками сезону 2018/19 виграти першу лігу та вперше в історії клубу вийти до Прем'єр-ліги. Втім, там основним Романюк не був і на початку 2020 року перейшов у першоліговий «Рух» (Львів). З головною командою Юрій пройшов зимові тренувальні збори, взяв участь у 13-ти контрольних спарингах (зокрема, проти «Динамо» та «Шахтаря»), але так і не дебютував за львів'ян у офіційних матчах і у вересні покинув «Рух».
20 серпня 2021 року офіційно представлений як гравець харківського «Металіста».

## Статистика
Статистичні дані наведено станом на 10 грудня 2016 року
| Клуб     | Ліга         | Сезон   | Чемпіонат | Чемпіонат | Кубок | Кубок | U-21 | U-21 |
| Клуб     | Ліга         | Сезон   | Ігри      | Голи      | Ігри  | Голи  | Ігри | Голи |
| -------- | ------------ | ------- | --------- | --------- | ----- | ----- | ---- | ---- |
| «Волинь» | Прем'єр-ліга | 2014/15 |           |           |       |       | 7    | 0    |
| «Волинь» | Прем'єр-ліга | 2015/16 | 4         | 0         |       |       | 17   | 1    |
| «Волинь» | Прем'єр-ліга | 2016/17 | 15        | 0         | 2     | 0     | 2    | 0    |

## Родина
Батько Юрія виступав на аматорському рівні за команду «Фермаш» у чемпіонаті Волинської області, грав у футбол до 50 років.

## Громадянська позиція
У березні 2020 року Юрій Романюк розповів, що відмовився від пропозицій з Росії через військову агресію РФ на сході України та в Криму:
|  | Мені, якщо чесно, пропонували зараз в Першу лігу Росії їхати. Але я не поїхав, зважаючи, яка зараз ситуація на Сході України, скільки там людей гине. Їхати грати в Росію — це проявити неповагу. Якщо б поїхав туди, то вже можна було би не вертатись назад. Я думав, після такого зі мною тато рідний би не говорив. |